# Behind the Mask (álbum)
Behind the Mask es el décimo quinto álbum de estudio de la banda británica de rock Fleetwood Mac, publicado en 1990 por Warner Bros. Records. Es el primero luego de la renuncia de Lindsey Buckingham y a su vez el primero con los guitarristas y compositores Rick Vito y Billy Burnette. Su sonido está basado en el género AOR, que derivó al disco a tener una sobreproducción, sin embargo, no perdió el estilo característico de la agrupación, el rock.
Alcanzó el puesto número 1 en la lista inglesa UK Albums Chart, convirtiéndose en el cuarto trabajo de estudio en lograr dicha posición. Por su parte, logró el lugar 18 en los Billboard 200 de los Estados Unidos, siendo el más bajo desde el álbum Heroes Are Hard to Find de 1974. Con esto se comprobó el inicio de la baja popularidad en los mercados mundiales, ya que sus ventas hasta el día de hoy son más bajas que los discos anteriores. En cuanto a los sencillos se lanzaron cuatro en total, siendo «Save Me» el más exitoso en las listas mundiales.
Por otro lado, la portada fue creada por el fotógrafo Dave Gorton ya que según él la banda no quiso aparecer en ella y a petición de Mick Fleetwood tuvo que crear una imagen que "espiritualmente simbolizara al grupo".

## Lista de canciones
| N.º | Título                   | Escritor(es)                          | Duración |  |
| 1.  | «Skies the Limit»        | C. McVie, Eddy Quintela               | 3:45     |  |
| 2.  | «Love is Dangerous»      | Nicks, Vito                           | 3:18     |  |
| 3.  | «In the Back of My Mind» | Burnette, David Malloy                | 7:02     |  |
| 4.  | «Do You Know»            | C. McVie, Burnette                    | 4:19     |  |
| 5.  | «Save Me»                | C. McVie, Quintela                    | 4:15     |  |
| 6.  | «Affairs of the Heart»   | Nicks                                 | 4:22     |  |
| 7.  | «When the Sun Goes Down» | Burnette, Vito                        | 3:18     |  |
| 8.  | «Behind the Mask»        | C. McVie                              | 4:18     |  |
| 9.  | «Stand on the Rock»      | Vito                                  | 3:59     |  |
| 10. | «Hard Feelings»          | Burnette, Jeff Silbar                 | 4:54     |  |
| 11. | «Freedom»                | Nicks, Mike Campbell                  | 4:12     |  |
| 12. | «When It Comes to Love»  | Burnette, Simon Climie, Dennis Morgan | 4:08     |  |
| 13. | «The Second Time»        | Nicks, Vito                           | 2:31     |  |

## Músicos
- Stevie Nicks: voz
- Christine McVie: teclados y voz.
- Rick Vito: guitarra y voz.
- Billy Burnette: guitarra y voz.
- John McVie: bajo
- Mick Fleetwood: batería

Músicos invitados
- Lindsey Buckingham: guitarra acústica en «Behind the Mask»
- Asanté: percusión en «Freedom»
- Stephen Croes: teclados y sintetizador adicionales.